# 金名橋
金名橋（きんめいばし）は、石川県白山市の一級河川手取川に架かる道路橋である。

## 概要
自転車道（自転車歩行者専用道路）である石川県道302号手取川自転車道線（通称：手取キャニオンロード）の一部として、手取川に架設された橋梁である。
架橋された場所は以前北陸鉄道金名線（手取中島駅 - 広瀬駅間）の手取川橋梁（てどりがわきょうりょう）が架けられていた。金名線廃線に伴い手取川橋梁が撤去され新たに架設された橋である。
本橋梁の架設にあたり、金沢市の犀川に架かる御影大橋の架け替えが同時期であったため、旧御影大橋のトラス桁の鋼材166部材の内、94部材を本橋梁に再利用している。
廃棄予定であった鋼材の再利用により、鋼材の輸送、切断、加熱再生などの工程が不要となり、工期短縮およびCO2排出量（約220t）削減に寄与している。
この取り組みが評価され、2005年（平成17年）6月に全日本建設技術協会の平成16年度全建賞道路部門を受賞している。
2006年（平成18年 ）2月に石川県の平成17年度第12回いしかわ景観賞を受賞している。
本橋梁のトラス桁には、幾何学模様のリベット打ち、汽車や自転車をモチーフとした装飾が施されている。

## 諸元
- 形式：下路式単純ワーレントラス橋
- 長さ：70.0m
- 支間：68.5m
- 幅員：4.0m
- 重量：260t
- 竣工：2004年（平成16年）10月
- 設計：朝日エンヂニヤリング
- 施工：北都鉄工、北野組

## 周辺
- 手取川
- 国道157号
- 石川県道44号小松鳥越鶴来線
- 広瀬大橋
- 鳥越大橋
- 鶴来浄水場